# نشانه آرون

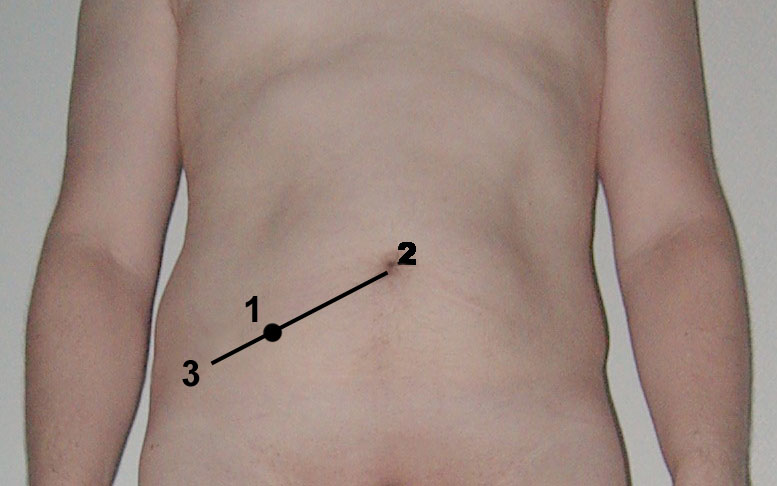
نقطه مک‌برنی

نشانه آرون (انگلیسی: Aaron's sign) یک درد ارجاعی است که در میانهٔ شکم و به‌دنبال فشردن مداوم نقطه مک‌برنی احساس می‌شود. این نشانۀ بالینی ممکن است نشانه‌ای از آپاندیسیت باشد.
این نشانه نامش را از چارلز دتی آرون می‌گیرد که یک متخصص گوارش آمریکایی بود.